# Conandron ramondioides
Conandron ramondioides är en tvåhjärtbladig växtart som beskrevs av Sieb. och Joseph Gerhard Zuccarini. Conandron ramondioides ingår i släktet Conandron och familjen Gesneriaceae.

## Underarter
Arten delas in i följande underarter:
- C. r. ramondioides
- C. r. taiwanensis

## Bildgalleri

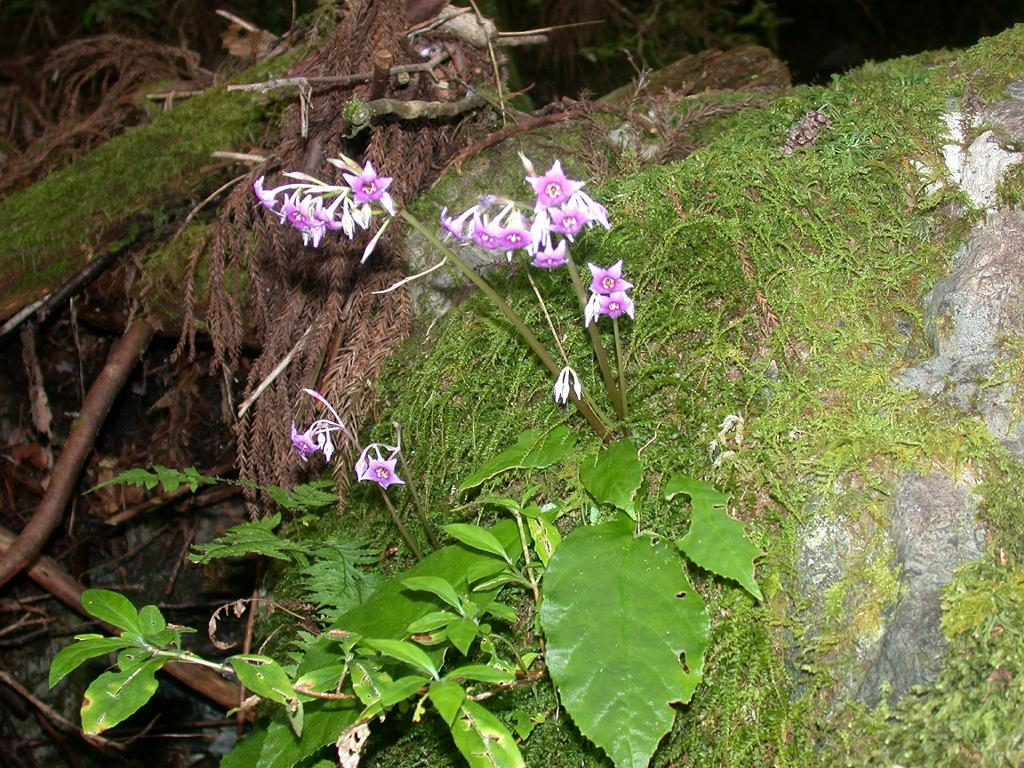
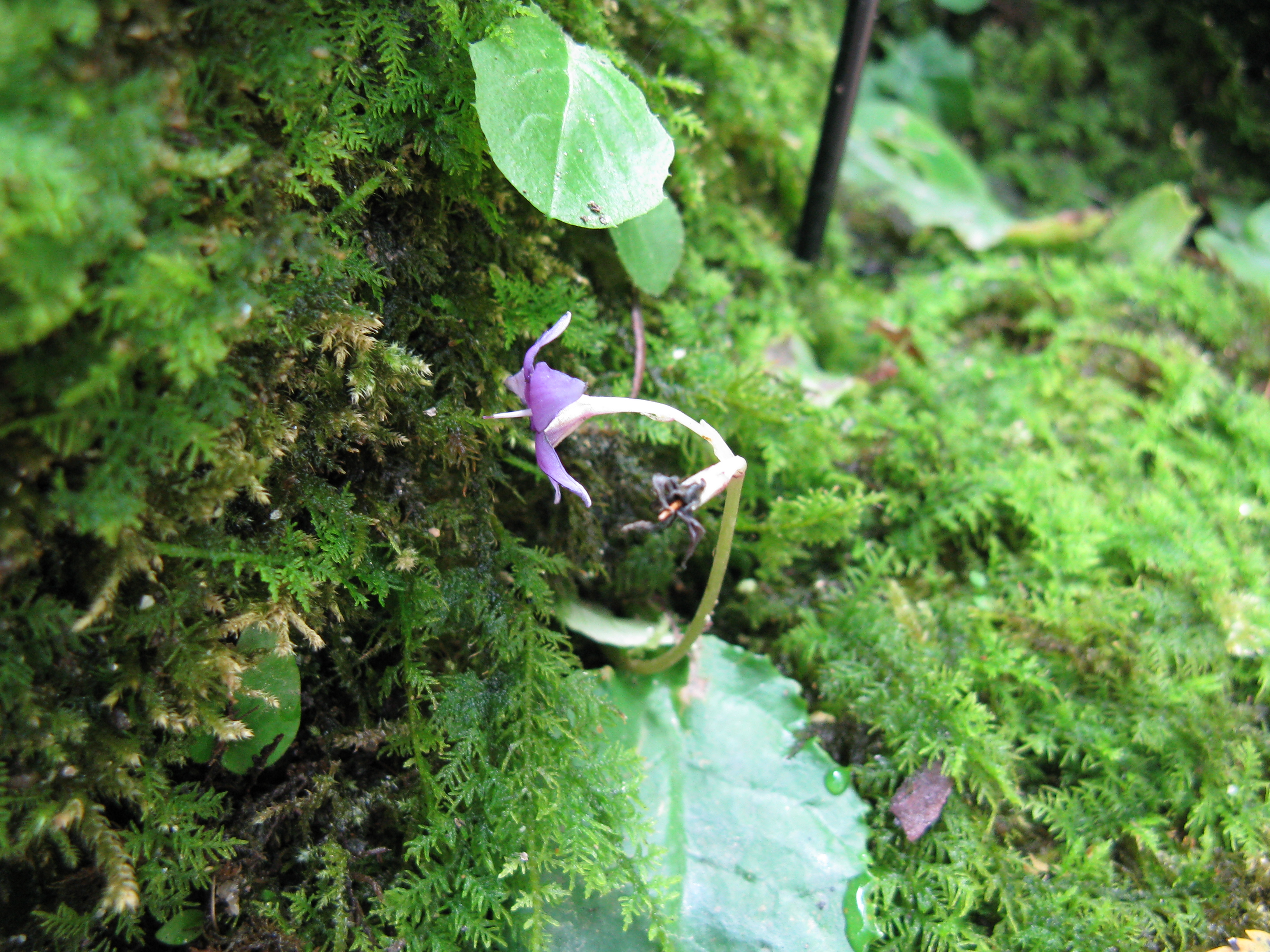
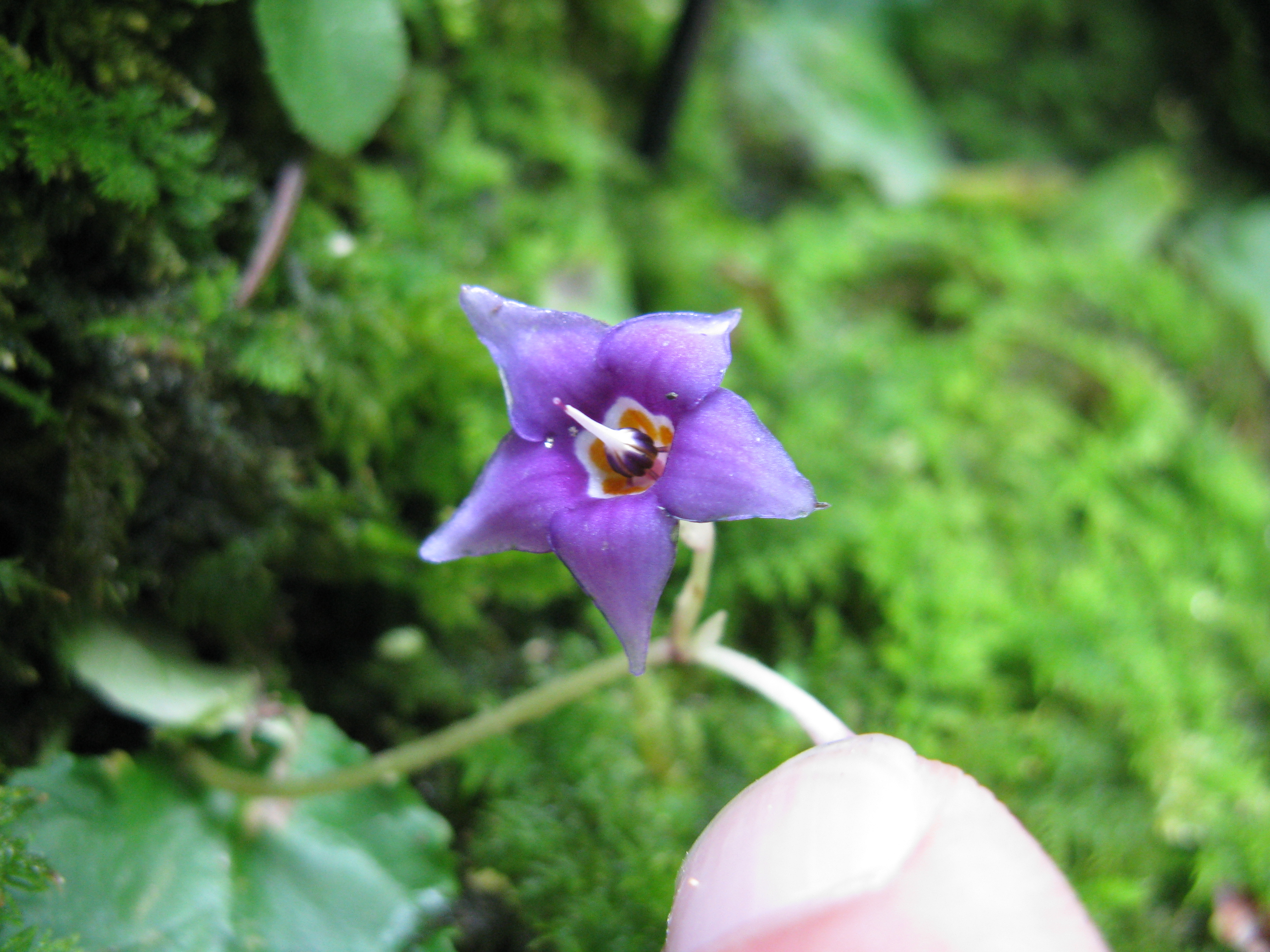
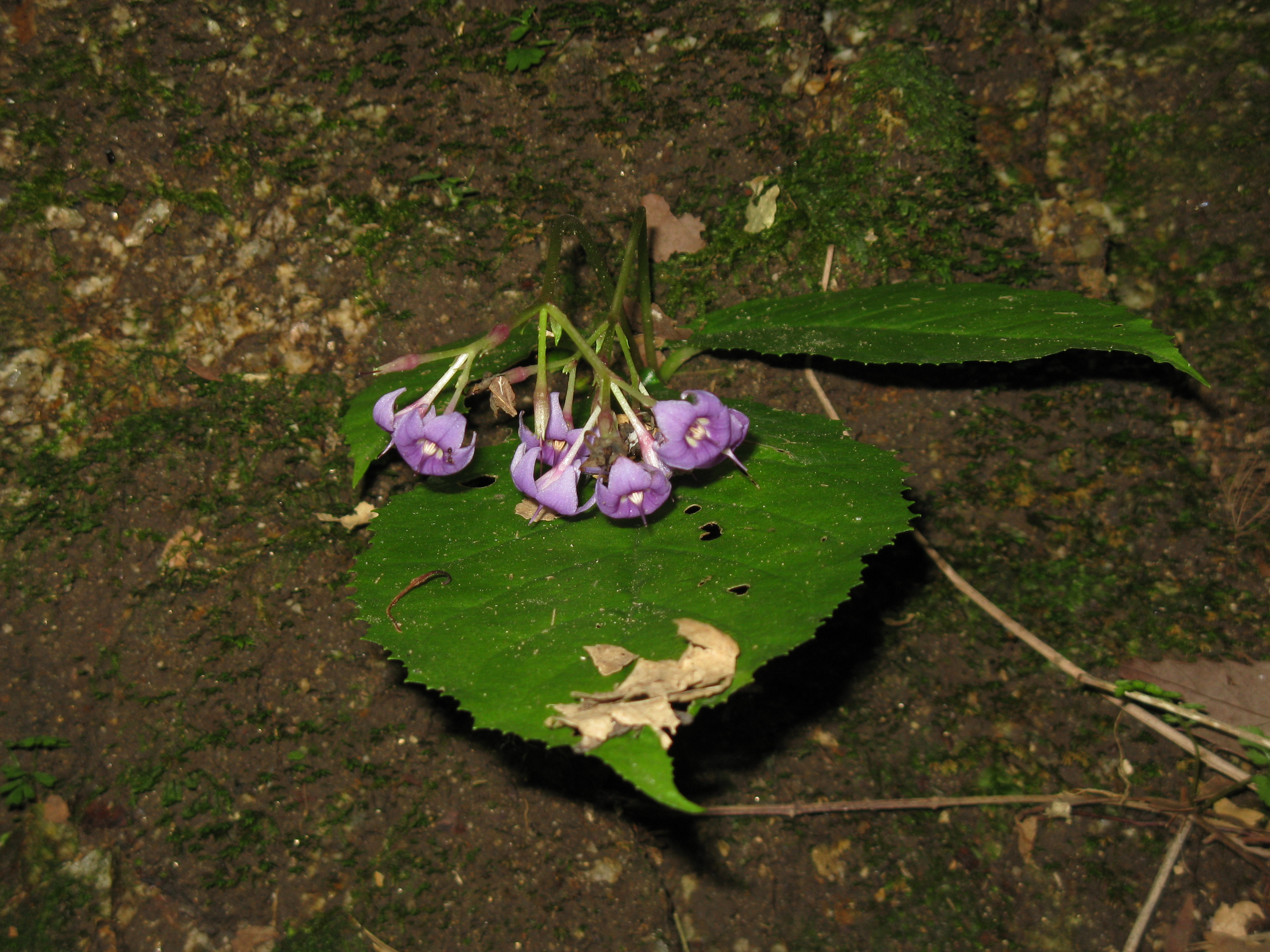